# Val Colla
La Val Colla è una valle e quartiere del comune svizzero di Lugano, nel Canton Ticino (distretto di Lugano).

## Geografia fisica

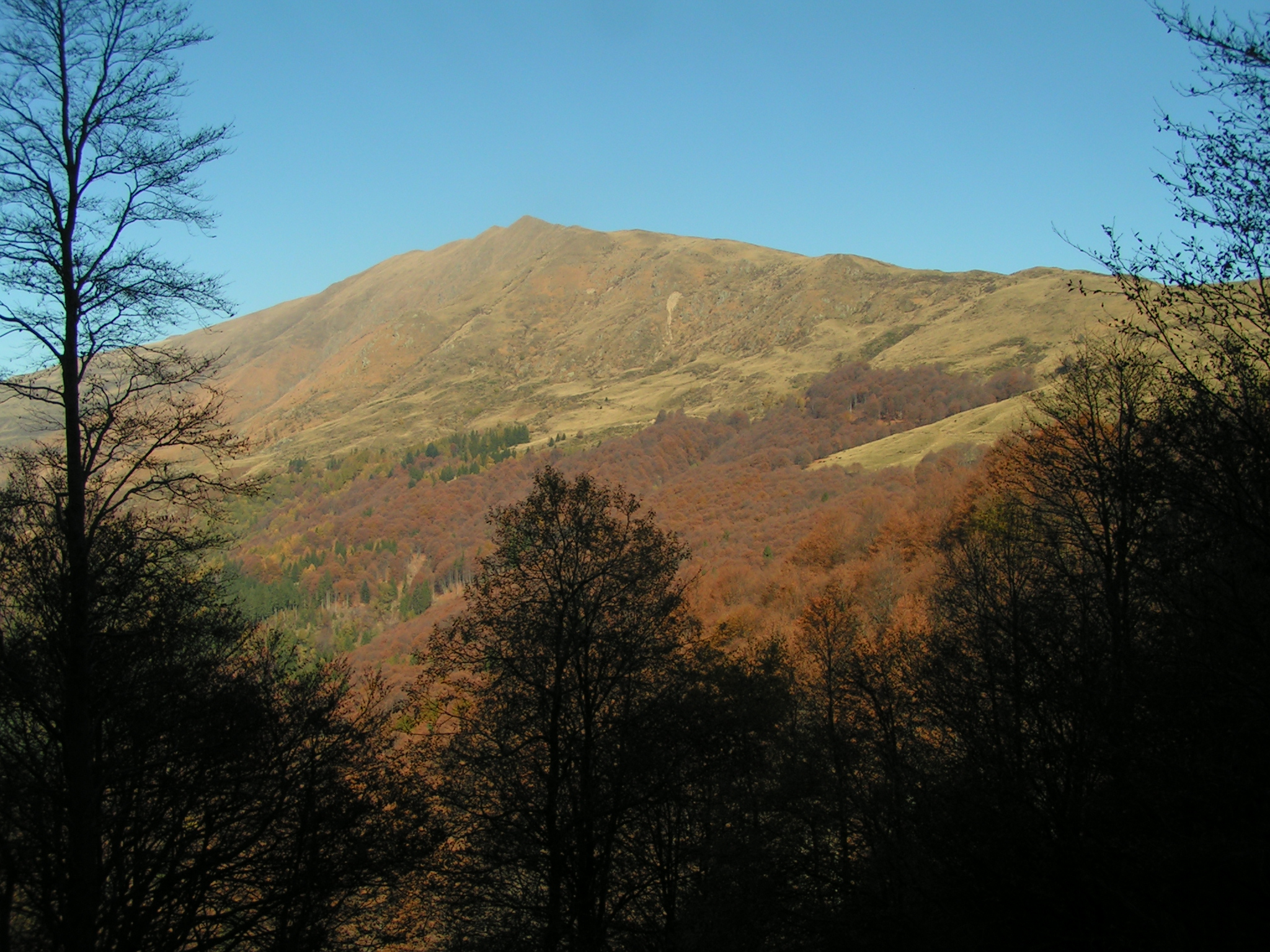
Il Gazzirola

Il territorio della valle coincide con quello dell'omonimo quartiere, che copre una superficie di 21,75 km², composto prevalentemente da pascoli e boschi di betulle. I castagni ed i faggi sono presenti nella parte più bassa della valle; i larici e gli abeti si trovano invece nella parte più alta (a partire da circa 1'100-1'200 m s. l.m.). Questi ultimi sono in gran parte frutto di piantagioni.
La vetta del Gazzirola, con i suoi 2'116 metri, è il punto più alto dell'intero comune di Lugano e ospita la sorgente del fiume Cassarate. La montagna è attraversata dal passo San Lucio, che collega la Val Colla all'adiacente Val Cavargna (provincia di Como). Le altre importanti cime che fanno da contorno alla Val Colla sono la Cima di Fiorina, la Cima dell'Oress e il Monte Bar (posto sul territorio di Capriasca).
La Val Colla ha un clima simile a quello del resto del distretto di Lugano; ma l'inverno è più freddo e l'estate più fresca man mano che si sale in altitudine.

## Storia
Il quartiere è stato istituito tramite la votazione popolare del 20 novembre 2011, divenuta effettiva il 14 aprile 2013, con l'aggregazione a Lugano dei comuni soppressi di Bogno, Certara, Cimadera (con la frazione di Treciò) e Valcolla. Quest'ultimo a sua volta era stato istituito nel 1956 con l'aggregazione dei comuni soppressi di Colla (con la frazione di Maglio di Colla), Insone, Curtina, Cozzo, Piandera (con la frazione di Molino), Scareglia e Signôra.

## Società

### Evoluzione demografica
L'evoluzione demografica è riportata nella seguente tabella:
Abitanti censiti

### Lingue e dialetti
In tutta la valle si parla prevalentemente il dialetto ticinese e la lingua ufficiale è l'italiano. Un tempo i magnani della valle avevano sviluppato un proprio gergo, il rügin, basato grammaticalmente sul locale dialetto ma con dei termini incomprensibili per chi non era del posto (per esempio ra rebáiza significava "la polenta"). L'esprimersi in questo gergo permetteva loro di custodire e trasmettere i segreti dell'attività solo ai propri concittadini. Nel passato il magnano era la principale attività degli abitanti della valle e i magnani della Val Colla si spostavano in tutto il Nord Italia per svolgere la loro attività di ramai, stagnini e riparatori di pentole. 

## Cultura
L'Archivio audiovisivo di Capriasca e Val Colla, che ha sede a Roveredo, conserva immagini e filmati della zona.

## Economia
La popolazione è composta in gran parte lavoratori pendolari verso il centro della città; in loco ci sono attività legate all'allevamento del bestiame.

## Amministrazione
Ogni famiglia originaria del luogo fa parte del cosiddetto comune patriziale e ha la responsabilità della manutenzione di ogni bene ricadente all'interno dei confini del quartiere. L'ufficio patriziale, rieletto il 26 aprile 2009, è presieduto da Joseph Moresi.
L'antica comunanza Corticiasca-Valcolla è confluita nella comunanza Capriasca-Lugano dal 14 aprile 2013.

## Sport
Nel quartiere è attiva una squadra amatoriale di unihockey ed è possibile praticare sci di fondo, mountain bike ed escursionismo.